# Emily (Minnesota)
Emeli es una ciudad ubicada en el condado de Crow Wing en el estado estadounidense de Minnesota. En el Censo de 2010 tenía una población de 813 habitantes y una densidad poblacional de 8,7 personas por km².

## Geografía
Emily se encuentra ubicada en las coordenadas 46°46′8″N 93°58′49″O / 46.76889, -93.98028. Según la Oficina del Censo de los Estados Unidos, Emily tiene una superficie total de 93.44 km², de la cual 77.7 km² corresponden a tierra firme y (16.85%) 15.74 km² es agua.

## Demografía
Según el censo de 2010, había 813 personas residiendo en Emily. La densidad de población era de 8,7 hab./km². De los 813 habitantes, Emily estaba compuesto por el 97.42% blancos, el 0.25% eran afroamericanos, el 0.25% eran amerindios, el 0% eran asiáticos, el 0% eran isleños del Pacífico, el 0.12% eran de otras razas y el 1.97% pertenecían a dos o más razas. Del total de la población el 0.86% eran hispanos o latinos de cualquier raza.